# Ischyromene lacazei
Ischyromene lacazei es una especie de crustáceo isópodo marino de la familia Sphaeromatidae.

## Distribución geográfica
Se distribuye por las aguas someras del Atlántico ibérico y el Mediterráneo.